# 172937 Pattysieck
172937 Pattysieck este o planetă minoră (asteroid), cu un diametru de 4,968 km, din centura de asteroizi. A fost descoperită pe 4 mai 2005 la Mount Lemmon⁠(d) de Mount Lemmon Survey⁠(d). 
Obiectul prezintă o orbită caracterizată de o semiaxă mare de 3,1028755784886 UAi, o excentricitate de 0,12883226042308, o înclinație de 7,8301810564794 ° în raport cu ecliptica.